# Antifaschistischer Schutzwall

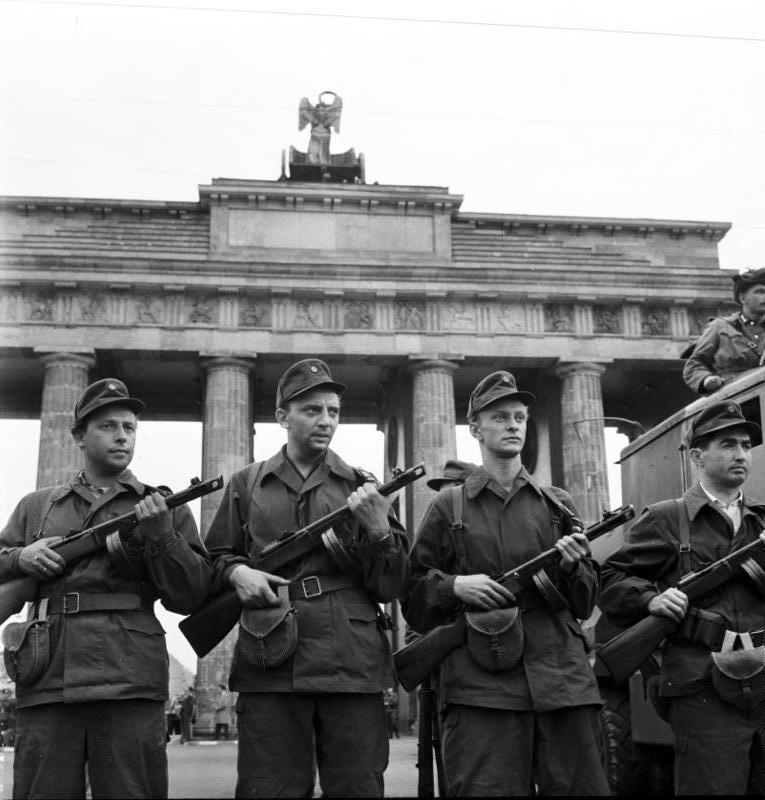
Dieses Foto der am 14. August 1961 am Brandenburger Tor entstandenen Serie war eine Medienikone der DDR

Antifaschistischer Schutzwall hieß im öffentlichen Sprachgebrauch der DDR die Berliner Mauer. Eingeführt von der Sozialistischen Einheitspartei Deutschlands (SED), war der zusammengesetzte Name für das Bauwerk sinngebend und überhöhend gemeint (Euphemismus).

## Ursprung

Briefmarke zum 20. Jahrestag der Kampfgruppen vom 11. September 1973

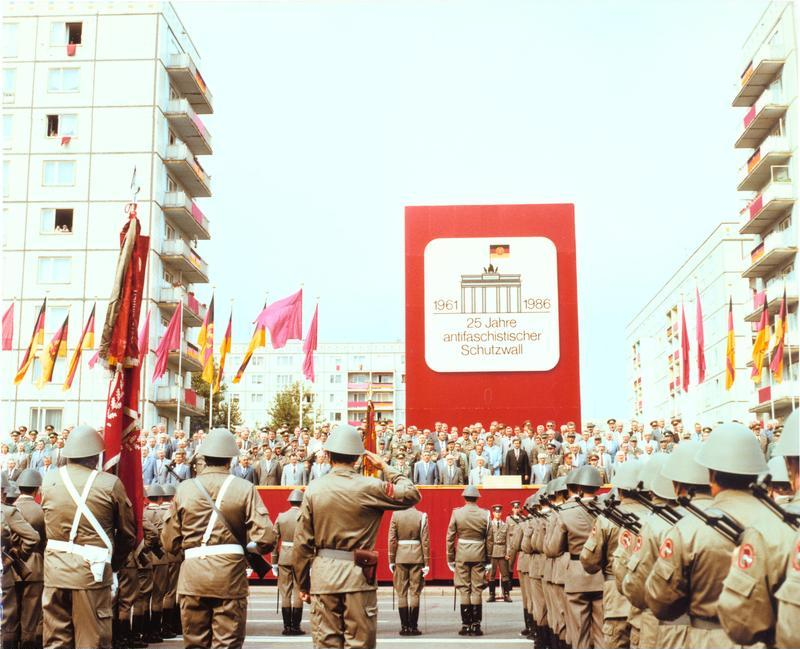
Kampfappell der Berliner Kampfgruppen in der Karl-Marx-Allee zum 25. Jahrestag der Errichtung des antifaschistischen Schutzwalls am 13. August 1986

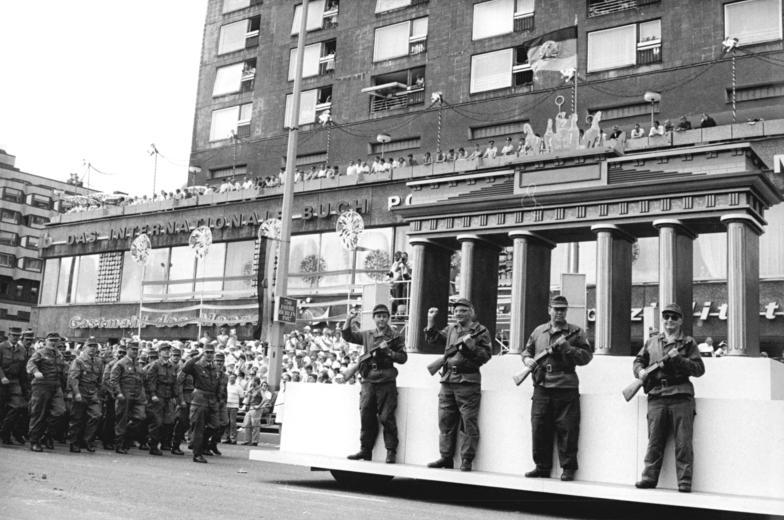
Ost-Berliner Festumzug 750 Jahre Berlin am 4. Juli 1987 mit Teilnehmern der Errichtung des antifaschistischen Schutzwalls

Zur ideologischen Auseinandersetzung im geteilten Deutschland hatte schon in den 1950er Jahren der Bezug zur Zeit des Nationalsozialismus gehört. In der westlichen Öffentlichkeit erschien die DDR mit Einparteienherrschaft, Beseitigung bürgerlicher Freiheiten, Justizterror und Geheimpolizei als Fortsetzung der totalitären Nazi-Diktatur mit gewechseltem Vorzeichen. Dagegen sah die DDR im nach wie vor kapitalistischen Westdeutschland den „Faschismus“ sich wegen seiner zahlreich in Wirtschaft, Politik, Justiz, Militär und Verbänden tätigen ehemaligen Träger und Unterstützer wieder erheben. So präsentierte die DDR im Juli 1960 als Zeugen für die „Faschisierung der Bundeswehr und des gesamten Bonner Staatsapparates“  der Weltöffentlichkeit die angeblich in die DDR aus Gewissensgründen geflüchteten ehemaligen Bundeswehroffiziere Bruno Winzer und Adam von Gliga.
Als die Mauer errichtet war, forderte ihr bloßer Anblick mit Wachtürmen, Stacheldraht, Todesstreifen, nächtlicher Dauerbeleuchtung und die bald registrierten Todesschüsse auf Flüchtende zum Vergleich mit Konzentrationslagern auf, die sich in der westlichen Öffentlichkeit mit Ausdrücken wie „rotes KZ“ und „Ulbricht-KZ“ für die DDR und „Ulbricht-SS“ für die Grenzsoldaten niederschlugen. Der vom Regierenden Bürgermeister Willy Brandt noch im August 1961 geprägte Begriff „Schandmauer“ wurde schnell allgemein bekannt. Auf DDR-Seite erteilte im Herbst 1961 das Politbüro der SED dem Leiter der Abteilung Agitation beim Zentralkomitee der SED Horst Sindermann den Auftrag, eine ideologische Begründung für den Mauerbau zu erarbeiten. Dabei ersann Sindermann die Bezeichnung „antifaschistischer Schutzwall“. Sein Motiv für die Wortwahl erklärte er im Mai 1990 dem Spiegel: „Wir wollten nicht ausbluten, wir wollten die antifaschistisch-demokratische Ordnung, die es in der DDR gab, erhalten. Insofern halte ich meinen Begriff auch heute noch für richtig.“
Im Herbst des Jahres 1961 fand die Bezeichnung Eingang in die politische Sprache der SED. In seiner Grußansprache an den XXII. Parteitag der KPdSU am 20. Oktober 1961 in Moskau rühmte Walter Ulbricht den Beitrag der DDR zum „Friedenskampf“ durch Errichtung eines „antifaschistischen Schutzwalls“ um West-Berlin, und wenig später benutzte das SED-Zentralorgan Neues Deutschland die Bezeichnung. Eine für Westdeutsche bestimmte Propagandabroschüre aus dem Dezember 1961 teilte mit, am 13. August habe ein antifaschistischer Schutzwall den „Kriegsbrandherd Westberlin unter Kontrolle gebracht“.
Die Bezeichnung „antifaschistisch“ verwies auf die Legitimationslegende der DDR als „antifaschistischer“ Staat. Hinzu kam, dass die deutschen Kommunisten traditionell „beinahe jegliche [ihnen] entgegenstehende Kraft pauschal als eine Variante von Faschismus“ brandmarkten. Der Begriff „Schutzwall“ entsprach dem Kernargument der SED zur Errichtung der Berliner Mauer, wonach der DDR die Absperrung West-Berlins Schutz vor „Menschenhandel“, „Sabotage“, Faschisten und Kriegstreibern biete, erinnerte aber unwillkürlich an Befestigungslinien aus nationalsozialistischer Zeit wie den Westwall und den Atlantikwall.

## Bedeutung
In seiner Sitzung vom 31. Juli 1962 legte das Politbüro der SED bei der Planung einer Propagandakampagne zum ersten Jahrestag des Mauerbaus Sindermanns Worte als verbindliche Bezeichnung der Berliner Mauer in der Öffentlichkeit der DDR fest. Dabei blieb es. Bis um die Mitte der 1960er Jahre verdrängte „antifaschistischer Schutzwall“ andere Bezeichnungen, zu denen auch „die Mauer“ gehört hatte. Fortan galt gesellschaftlich die Bezeichnung „antifaschistischer Schutzwall“ als Zeichen politischen Wohlverhaltens. Sie verbreitete sich über die Propaganda hinaus in Schul- und Lehrbücher und in akademische Darstellungen.
In der Öffentlichkeit der DDR übernahm die SED die vollständige Kontrolle über bildliche Darstellungen der Grenzbefestigungen in Berlin. Zugleich mussten die erlaubten Abbildungen der Grenzanlagen in Berlin in Zusammenhang mit dem Brandenburger Tor stehen. Einzig die Fotos aus einer am 14. August 1961 dort entstandenen Serie der Nachrichtenagentur ADN waren zur Dokumentation der Absperrmaßnahmen zugelassen. Ein Foto, das vier bewaffnete Angehörige der Kampfgruppen der Arbeiterklasse mit dem Tor im Rücken und kampfentschlossenem Blick nach Westen zeigte, wurde zu einer Medienikone der DDR. Das Tor wurde bei Paraden und auf Briefmarken zum Logo der Mauer.
Als Willy Brandt und Egon Bahr gegen Ende der 1960er Jahre gegenüber der DDR eine „Politik der kleinen Schritte“ einleiten, verzichteten sie auf Vokabeln wie „Schandmauer“ und „Ulbricht-KZ“. Ein weiterer Grund für das zunehmende Verstummen der Nazi-Vergleiche zum Thema Mauer war die Mitte der 1960er Jahre mit dem Auschwitz-Prozess beginnende Aufarbeitung der NS-Diktatur.
Obwohl sie sich auf die Politik der kleinen Schritte eingelassen hatte, blieb es in der DDR bis in ihre letzten Jahre bei der Bezeichnung „antifaschistischer Schutzwall“, aber im Jahr 1988 fehlte der „antifaschistische Schutzwall“ in den Lehrplänen für die Schulen. In dieser Zeit rückten sowjetische Stimmen durch öffentliche Erklärungen von der Mauer ab. Ein Berater Michail Gorbatschows, Wjatscheslaw Daschitschew, erklärte im Juni 1988, die Mauer sei „ein Relikt des Kalten Krieges“, Außenminister Eduard Schewardnadse bezeichnete im Februar 1989 die „Berliner Mauer“ als „eine innere Angelegenheit der DDR“, ebenso äußerte sich im Bonner Presseclub Alexander Jakowlew: „Nicht wir haben diese Mauer gebaut. Das ist eine Sache der DDR.“

## Postkrieg
Im Jahr 1971 kam es zu einem Postkrieg zwischen der Bundesrepublik und der DDR, nachdem die Deutsche Post am 12. August 1971 zwei Briefmarken 13. August 1961–1971 zum ehrenden Gedenken an die Errichtung der Mauer herausgegeben hatte. Die Deutsche Bundespost schickte derart frankierte Briefe an die Absender in der DDR zurück, zumal die Ersttagsbriefe den Aufdruck 10 Jahre antifaschistischer Schutzwall. 10 Jahre sicherer Schutz des Friedens und des Sozialismus trugen.
Als die Deutsche Post am 5. August 1986 eine Briefmarke 25 Jahre antifaschistischer Schutzwall herausgab, verkündete der Bundesminister für Post und Fernmeldewesen, Christian Schwarz-Schilling, das „Ende der philatelistischen Grabenkämpfe“. Er entschied, dass lediglich die Ersttagsbriefe zurückgeschickt werden, um nicht dazu beizutragen, dass die Mauer in der Philatelie zu einer „Rarität“ werde.